# Эриксон, Ханна
Ханна Эриксон, до замужества Брудин (швед. Hanna Erikson; род. 2 июня 1990, Эребру) — шведская лыжница, победительница этапа Кубка мира. Специализируется в спринте.

## Карьера
В Кубке мира Эриксон дебютировала в 2009 году, в январе 2012 года одержала свою первую победу на этапе Кубка мира, в командном спринте. Кроме этого на сегодняшний момент имеет 1 попадание в тройку лучших этапах Кубка мира, в личном спринте. Лучшим достижением Эриксон в общем итоговом зачёте Кубка мира является 28-е место в сезоне 2011/2012.
За свою карьеру принимала участие в двух чемпионатах мира, лучший результат 10-е место в спринте свободным стилем на мировом первенстве 2011 года.
Использует лыжи и ботинки производства фирмы Madshus.